# Sve-trans-retinol 13,14-reduktaza
Sve-trans-retinol 13,14-reduktaza (EC 1.3.99.23, retinolna saturaza, RetSat, (13,14)-sve-trans-retinol saturaza, sve-trans-retinol:sve-trans-13,14-dihidroretinol saturaza) je enzim sa sistematskim imenom sve-trans-13,14-dihidroretinol:akceptor 13,14-oksidoreduktaza. Ovaj enzim katalizuje sledeću hemijsku reakciju
sve--13,14-dihidroretinol + akceptor {\displaystyle \rightleftharpoons } sve--retinol + redukovani akceptor
Reakcija se odvija u reverznom smeru. Enzim je specifičan za sve-trans-retinol kao supstrat.

## Literatura
- Nicholas C. Price; Lewis Stevens (1999). Fundamentals of Enzymology: The Cell and Molecular Biology of Catalytic Proteins (Third изд.). USA: Oxford University Press. ISBN 019850229X.
- Eric J. Toone (2006). Advances in Enzymology and Related Areas of Molecular Biology, Protein Evolution (Volume 75 изд.). Wiley-Interscience. ISBN 0471205036.
- Branden C; Tooze J. Introduction to Protein Structure. New York, NY: Garland Publishing. ISBN 0-8153-2305-0.
- Irwin H. Segel. Enzyme Kinetics: Behavior and Analysis of Rapid Equilibrium and Steady-State Enzyme Systems (Book 44 изд.). Wiley Classics Library. ISBN 0471303097.

## Spoljašnje veze
- All-trans-retinol+13,14-reductase на 